# سيلفيا كولوكا
سيلفيا كولوكا (بالإنجليزية: Silvia Colloca)‏ هي مغنية أوبرا ومغنية ومقدمة تلفزيونية وممثلة أسترالية، ولدت في 23 يوليو 1977 في إيطاليا.

## أعمال

### أفلام
- (2004) فان هيلسنج[5]

## وصلات خارجية
- سيلفيا كولوكا على موقع IMDb (الإنجليزية)
- سيلفيا كولوكا على موقع ألو سيني (الفرنسية)
- سيلفيا كولوكا على موقع أول موفي (الإنجليزية)
- سيلفيا كولوكا على موقع قاعدة بيانات الأفلام السويدية (السويدية)
- سيلفيا كولوكا على موقع قاعدة بيانات الفيلم (الإنجليزية)
- سيلفيا كولوكا على موقع كينوبويسك (الروسية)